# Masacrul din Texas (film din 2003)

The Texas Chainsaw Massacre este un film horror american din 2003, regizat de Marcus Nispel, cu actorii Jessica Biel, Johnatan Tucker și Erica Leershen în rolurile principale. Filmul este un remake al filmului The Texas Chain Saw Massacre, regizat de Tobe Hooper în 1974.

## Prezentare
Pe 18 august 1973, cinci adolescenți: Erin, Morgan, Pepper, Andy și Kemper fac un tur cu mașina prin Texas. În Travis County, ei încearcă să raporteze sinuciderea unei fete, dar ajung ținta unui criminal înarmat cu o drujbă.

## Distribuție
- Jessica Biel - Erin
- Johnatan Tucker - Morgan
- Erica Leershen - Pepper
- Mike Vogel - Andy
- Eric Balfour - Kemper
- Andrew Bryniarski - Leatherface/Thomas Hewitt
- R. Lee Ermey - șeriful Hoyt/Charlie Hewitt Jr.
- David Dorfman - Jedidiah Hewitt
- Lauren German - adolescenta
- Terrence Evans - Monty Hewitt
- Marietta Marich - Luda May Hewitt
- Heather Kafka - Henrietta Hewitt
- Kathy Lamkin - doamna cu ceaiul
- John Larroquette - naratorul